# Hřib horský
Hřib horský (Butyriboletus subappendiculatus (Dermek, Lazebníček et Veselský) D. Arora et J. L. Frank 2014) je vzácná houba z čeledi hřibovitých, která roste převážně v horských smrčinách.

## Synonyma
- Boletus fuscoroseus Smotlacha 1911 sensu Wichanský et. Veselský 1963 (non orig.)[2] – sensu Dermek et Veselský non al.
- Boletus subappendiculatus Dermek, Lazebníček et. Veselský 1979[2]
- hřib podhorský
- hřib panický

## Taxonomie
V roce 2014 provedli američtí mykologové David Arora a Jonathan L. Frank na základě biomolekulárních analýz přesunutí řady druhů z rodu Boletus včetně hřibu horského do nově vzniklého rodu Butyriboletus (zhruba odpovídá původnímu pojetí sekce Appendiculati).

## Vzhled

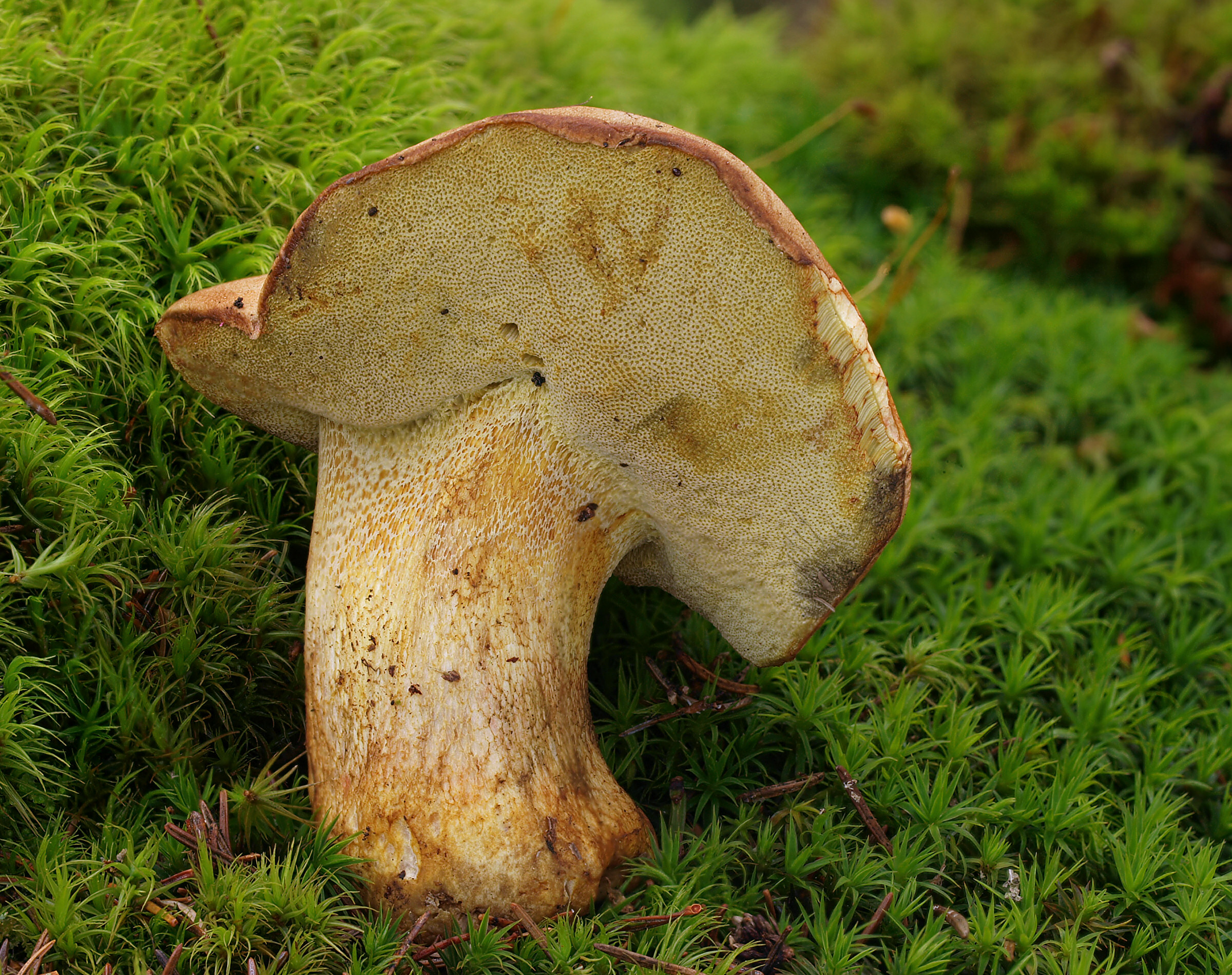
Hřib horský

### Makroskopický
Klobouk dosahuje 60 – 120 milimetrů, povrch je matný, plstnatý, stářím olysává, může být i šupinkatý. V mládí je zbarvený žluookrově až okrově, později hnědookrově, obvykle však ve světlých odstínech.
Rourky i póry mají žluté až živě žluté zabarvení, na otlacích maximálně lehce (modro)zelenají.
Třeň je světle až živě žlutý, směrem k bázi někdy narezavělý až nahnědlý, krytý je síťkou zbarvenou v podobných odstínech
Dužnina je bělavá, v oblasti klobouku a povrchu třeně až světle žlutá. Po rozkrojení nemodrá, výjimečně se objevují slabší namodralé skvrny. Zhruba hodinu po rozkrojení se dužina v dolní polovině třeně barví dorůžova s načervenalým až purpurovým odstínem. Podobně se barví i chodbičky od larev hmyzu.

### Mikroskopický
Výtrusy dosahují (11,5) 12 – 17 × (3,5) 4 – 5 μm, jsou hladké, protáhle elipsoidně vřetenovité. Při bočním pohledu je patrná suprahilární deprese. 3 – 7 μm široké trichodermové hyfy, které kryjí povrch klobouku, mají ve stáří tendenci kolabovat.

## Výskyt
Hřib horský preferuje vyšší polohy, v pahorkatinách se objevuje výjimečně. Roste v jehličnatých (méně často smíšených) lesích pod smrky, případně pod jedlemi. Předpokládá se, že upřednostňuje nevápnité půdy.

## Rozšíření
Roste v Evropě, potvrzený je v České republice, Bulharsku a na Slovensku, holotyp sbíral Aurel Dermek 17. srpna 1974 ve Vysokých Tatrách v oblasti Račkova dolina. Dále je uváděn v Černé Hoře, Francii, Itálii, Německu, Norsku, Polsku, Rakousku, Řecku, Slovinsku, Srbsku, Španělsku, Švýcarsku a Velké Británii – některé údaje o výskytu v některých z těchto zemí ale vyžadují vyjasnění.
V rámci chráněných území České republiky byl v minulosti publikován výskyt hřibu horského mimo jiné na následujících lokalitách:
- Šumava[5]
- Beskydy[5]
- Bílé Karpaty[5]

## Záměna
Hřib horský se nejvíce podobá hřibu přívěskatému, který ale preferuje teplé nížiny a roste pod listnáči. Dále je příbuzný s hřibem královským, hřibem Fechtnerovým a hřibem růžovníkem.
- hřib přívěskatý (Butyriboletus appendiculatus) – dužina slabě modrá, odlišné stanoviště, tmavší klobouk, dužina ve spodní části nerůžoví[1]
- hřib medotrpký (Caloboletus radicans) – modrající dužnina, odlišné stanoviště, hořká dužina při zasychání páchnoucí
- hřib plavý (Hemileccinum impolitum) – chybí síťka, páchne po karbolu, roste v teplých nížinách pod listnáči

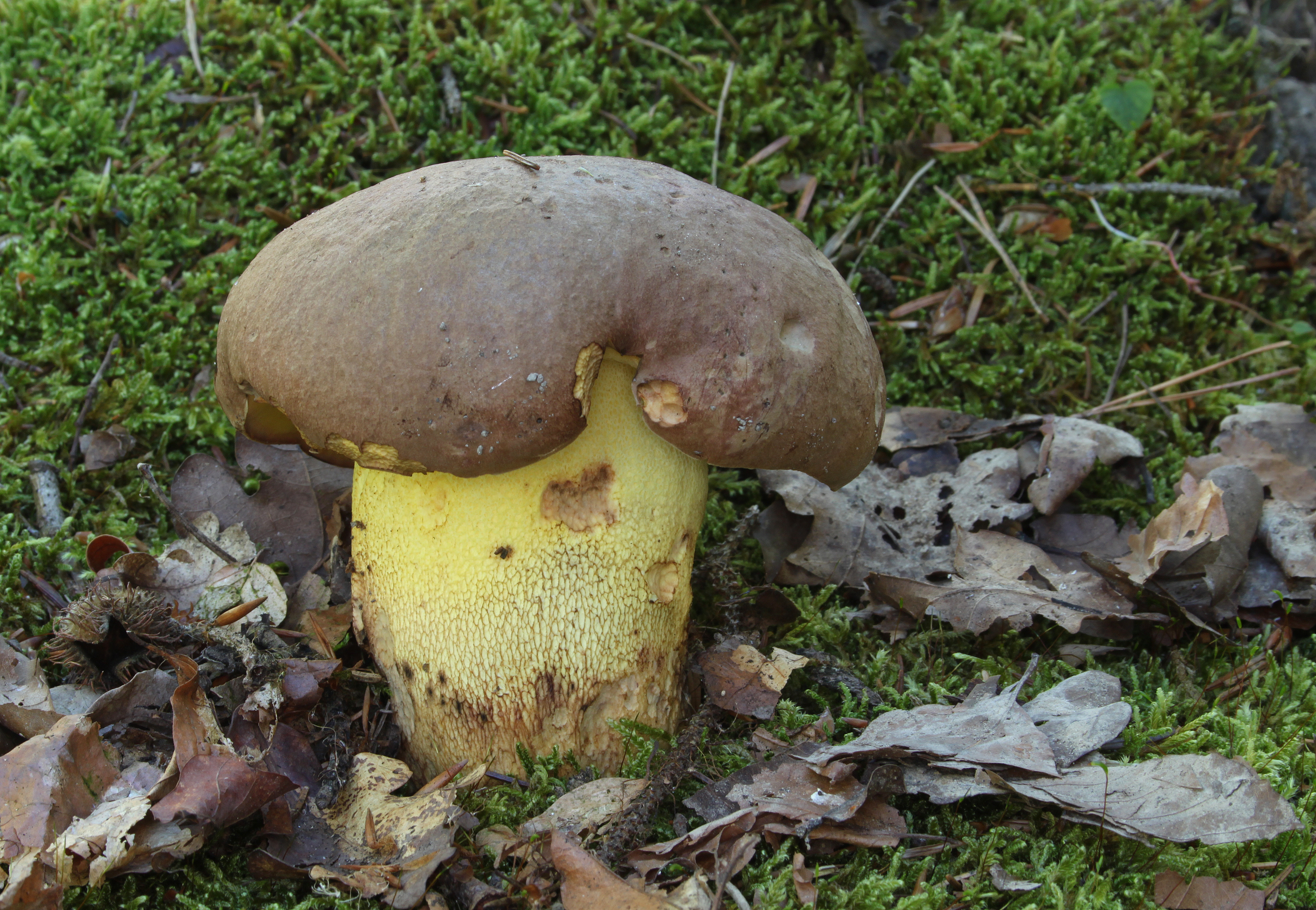
Hřib přívěskatý
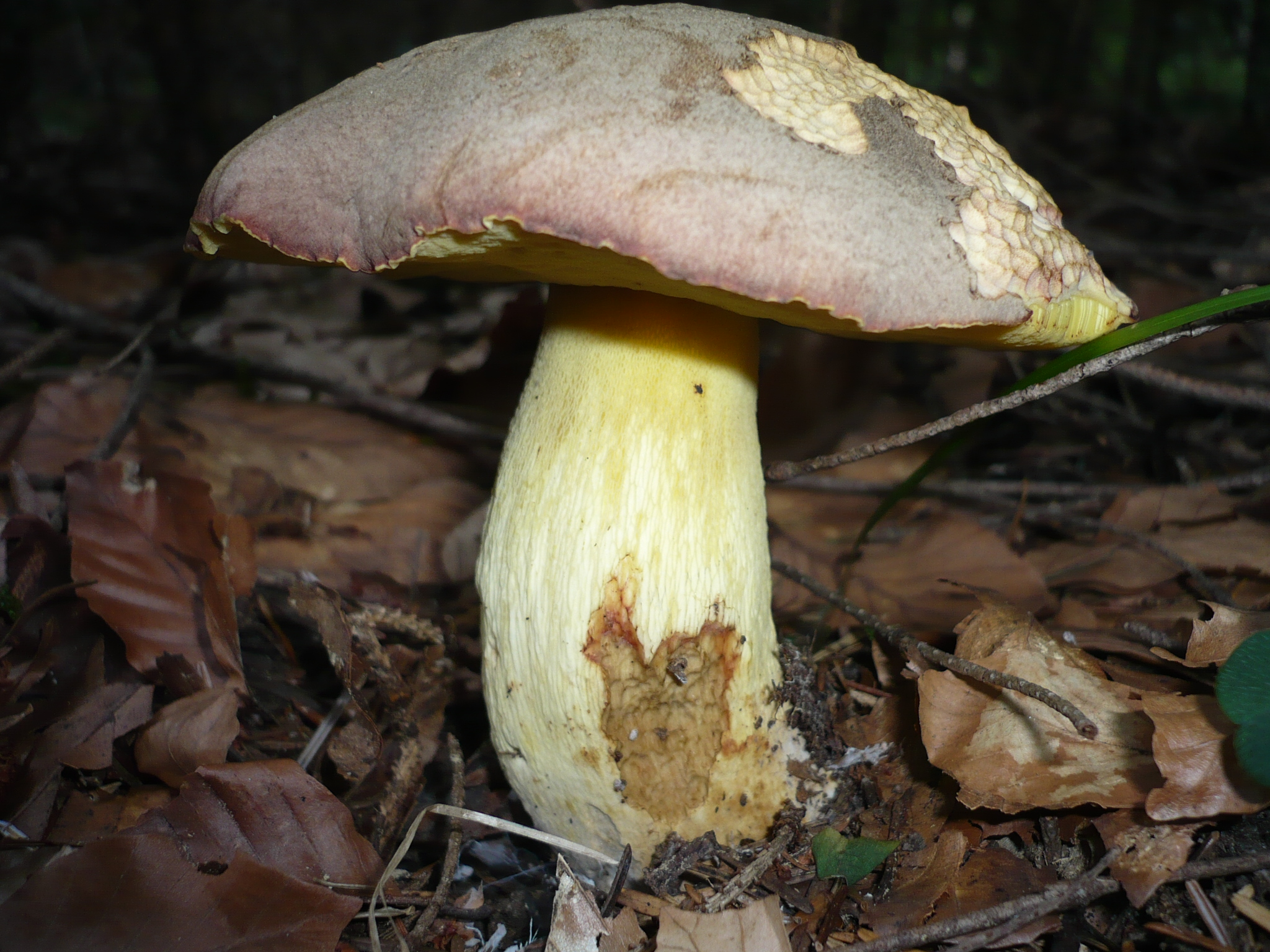
Hřib Fechtnerův
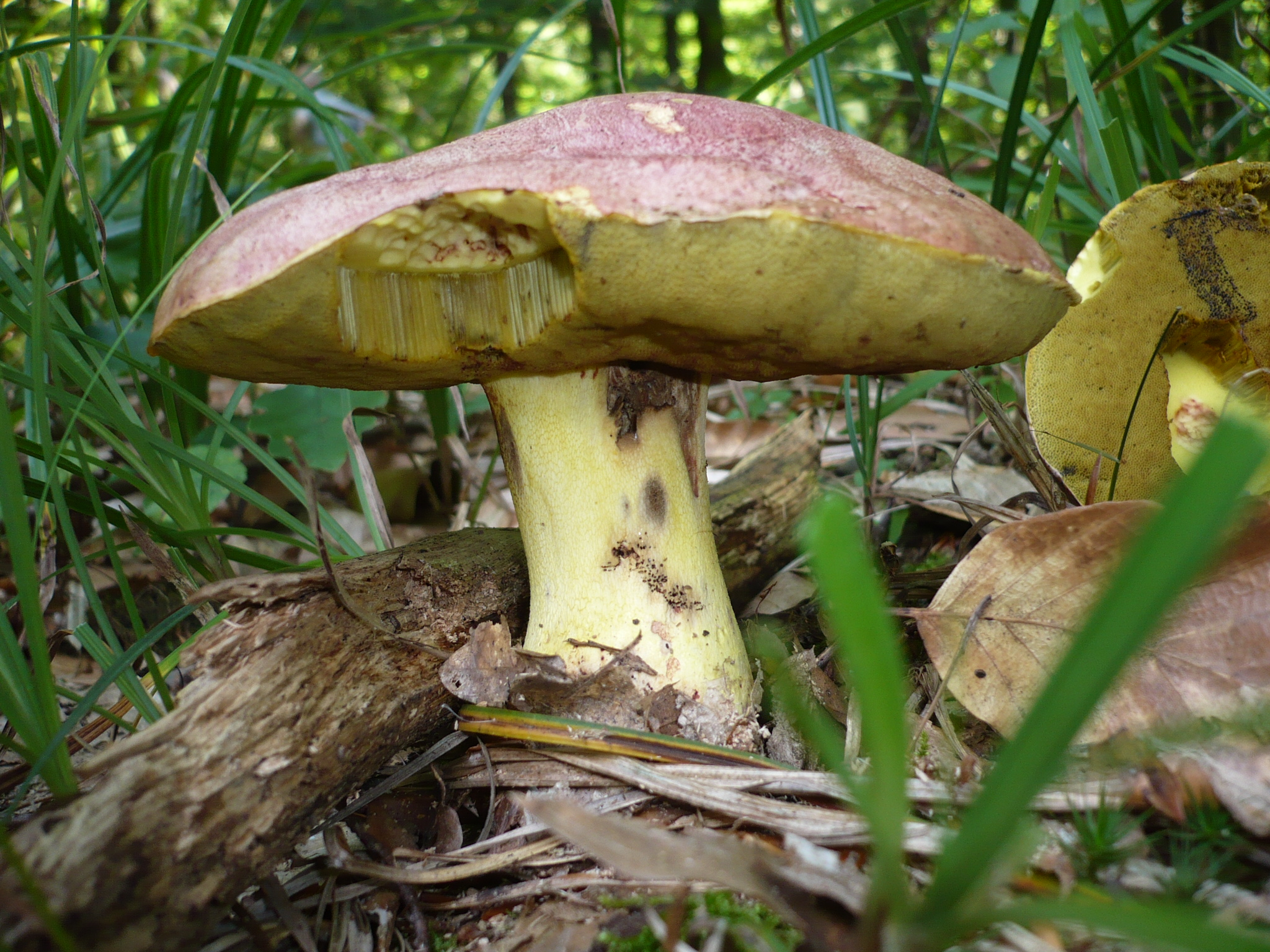
hřib královský
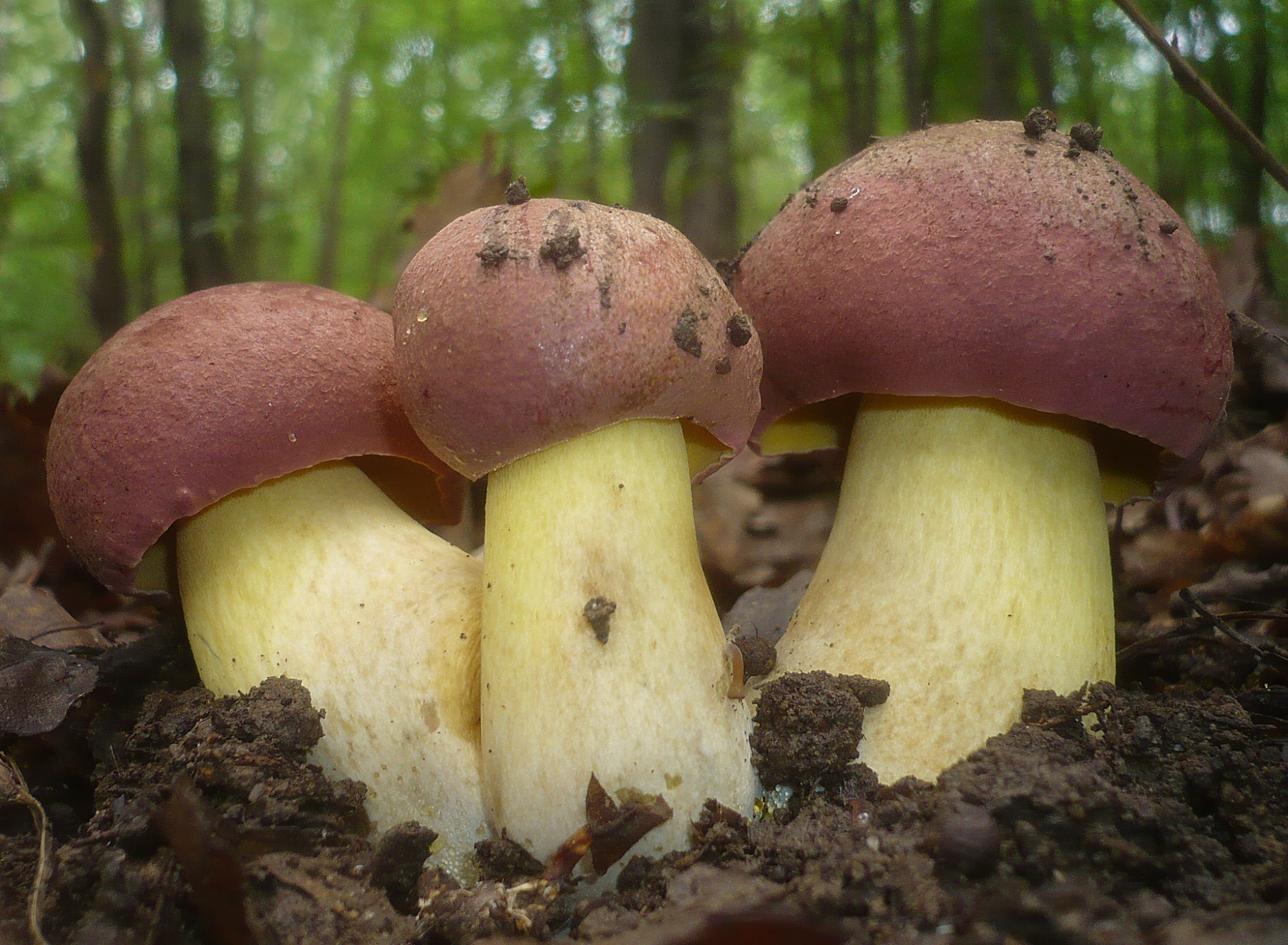
hřib růžovník
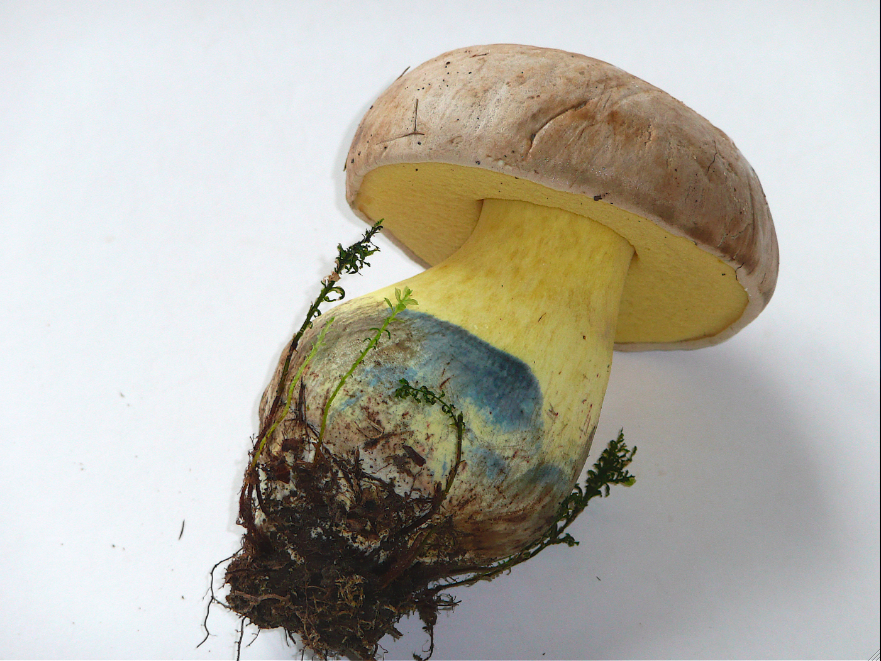
hřib medotrpký
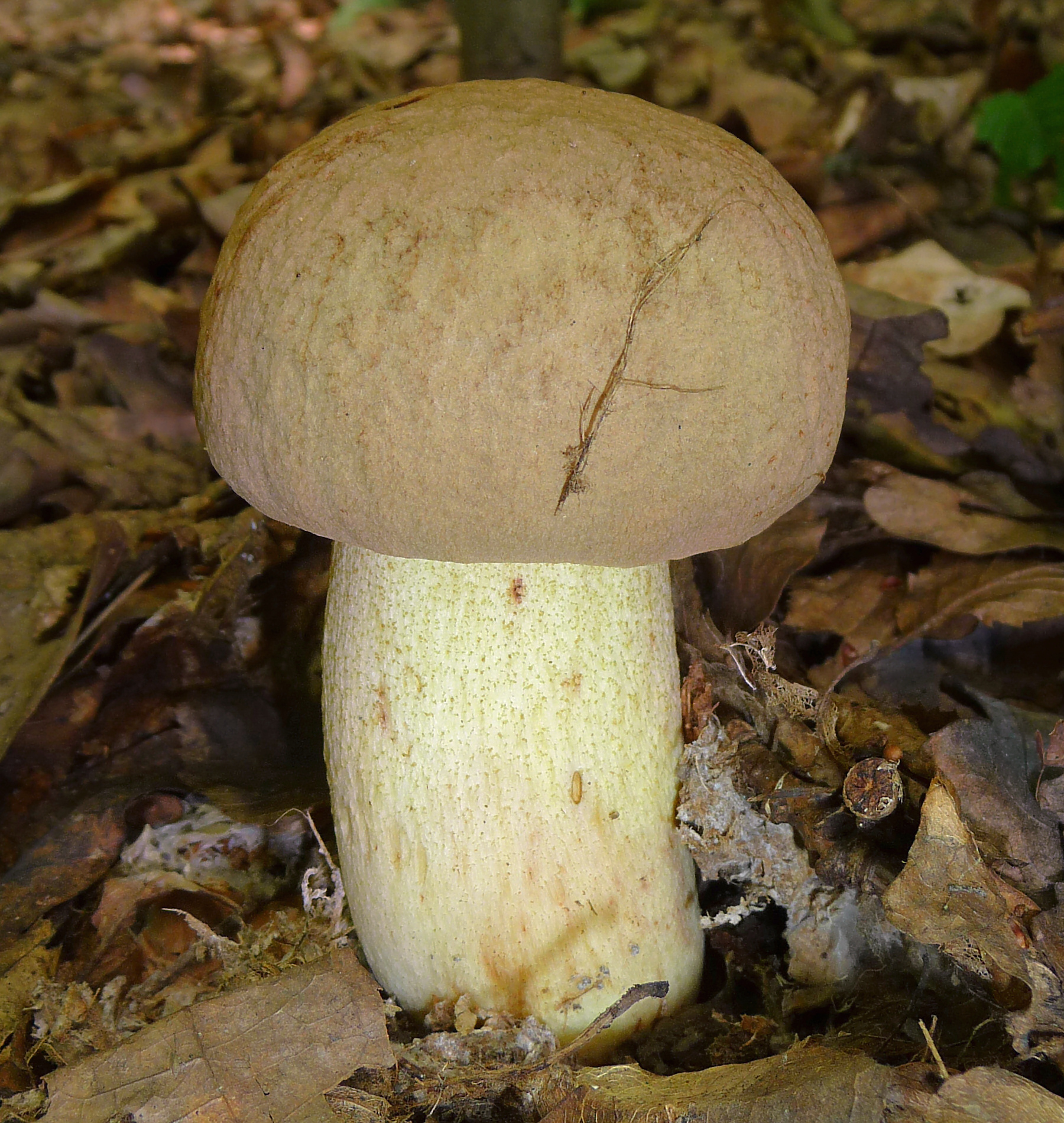
hřib plavý

## Ochrana
Ačkoli je jedlý, neměl by se pro svoji vzácnost sbírat ke kuchyňskému upotřebení – jde o ohrožený druh (EN) vedený v Červeném seznamu hub České republiky. Nález je vhodné oznámit příslušnému mykologickému pracovišti.